# Thierry Ndikumwenayo
Thierry Ndikumwenayo, född 26 mars 1997 i Burundi, är en spansk friidrottare som tävlar i långdistanslöpning.

## Karriär
Vid Europeiska spelen 2023 tog Ndikumwenayo guld på 5 000 meter.